# Brigitte Engerer

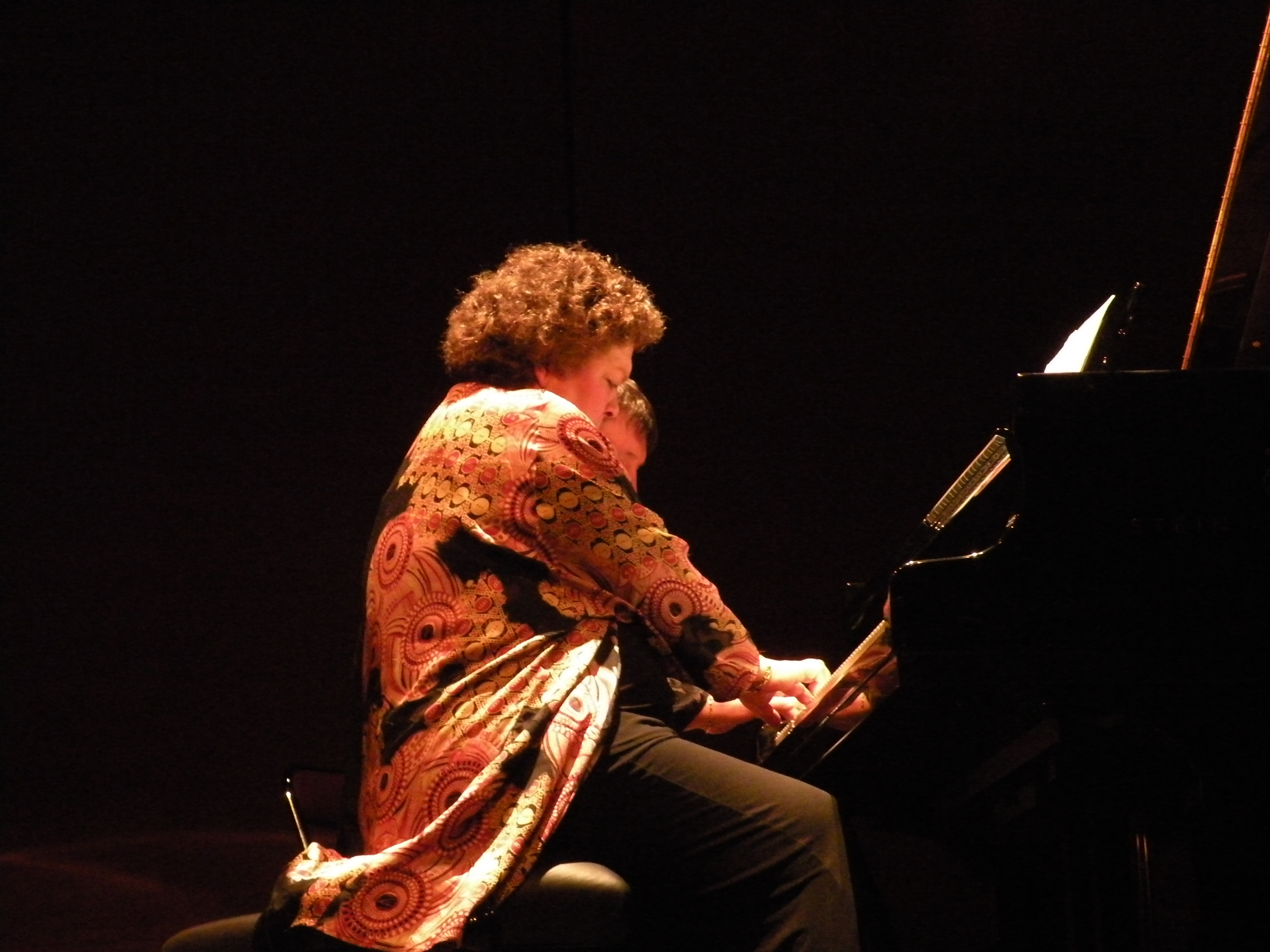
Brigitte Engerer bij een optreden in 2009

Brigitte Engerer (Tunis,  27 oktober 1952 – Parijs, 23 juni 2012) was een Frans pianiste.
Ze begon op vijfjarige leeftijd met pianospelen en studeerde aan het Conservatoire de Paris in de klas van Lucette Descaves, waar ze in 1968 op vijftienjarige leeftijd haar eerste muziekprijs won: de 'prix de piano, première nommée à l'unanimité'. In 1969 was ze laureaat in het Concours International Marguerite Long-Jacques Thibaud, waarop ze een uitnodiging ontving om verder te studeren aan het Conservatorium van Moskou in de klas van Stanislas Neuhaus, waar ze 9 jaar bleef.
In 1980 nodigde Herbert von Karajan haar uit om in Berlijn te spelen, hetgeen een grote sprong in haar carrière betekende. Tegen het einde van haar leven concerteerde Engerer veelvuldig en gaf ze les in Parijs aan het conservatorium.
Ze was getrouwd met de schrijver Yann Queffélec, zodat de pianiste Anne Queffélec haar schoonzuster was geworden, en ze had een dochter. Haar discografie vermeldt vele cd's. Engerer stierf in 2012 op 59-jarige leeftijd aan de gevolgen van kanker.
- Bibliothèque nationale de France: cb13893670c (data)
- CiNii: DA15542073
- Gemeinsame Normdatei: 134367561
- International Standard Name Identifier: 0000 0001 2142 2972
- Library of Congress Control Number: n83178777
- MusicBrainz: c0384a93-e920-411a-a47e-413e47fbcf2e
- Nationale Bibliotheek van Tsjechië: xx0093040
- Nationale Bibliotheek van Polen: a0000002732400
- Système universitaire de documentation: 086914901
- Virtual International Authority File: 85921983
- WorldCat: E39PBJjCPV3hx7cWYYPVwTrXh3